# T. Carmi
T. Carmi (in ebraico ט. כרמי‎?) nato Carmi Charny (New York, 31 dicembre 1925 – Gerusalemme, 21 novembre 1994) è stato un poeta, traduttore e scrittore israeliano. Ha curato traduzioni di Shakespeare in ebraico, è stato inoltre curatore di antologie bilingui di poesia ebraica medievale e contemporanea.

## Biografia
Sebbene nato a New York, la madrelingua di Carmi fu sempre l'ebraico, che veniva abitualmente parlato in famiglia. Le sue prime poesie furono pubblicate mentre ancora viveva negli Stati Uniti. Studiò alle università Yeshiva e Columbia, e nel 1946 si adoperò per l'assistenza degli orfani di guerra ebrei in Francia. Si trasferì a Israele nel 1947, appena prima dello scoppio della guerra d'indipendenza israeliana. Durante tale guerra, combatté sul fronte di Gerusalemme e servì come ufficiale d'aeronautica.
Per molti anni Carmi lavorò come editore, prima come curatore del bollettino accademico letterario “Massa” e successivamente come editore di letteratura per giovani e bambini. Oltre a comporre poesia, fece parte della compagnia teatrale di repertorio al Teatro Habimah, tradusse drammi classici in ebraico, specialmente i lavori di Shakespeare.
In qualità di professore, Carmi è stato anche un regolare ospite docente presso note università straniere, quali Brandeis, Stanford, Yale, Oxford e il Jerusalem Hebrew Union College.

## Opere
Influenzato dalla poesia americana contemporanea, Carmi possiede una visione poetica precisa e originale, con frequente ricorso all'ironia. I suoi versi usano diversi strati linguistici in ebraico, in versi controllatissimi dominati dal ritmo con varianti dal testuale antico al vernacolare moderno. Quattro volumi di poesie sono stati pubblicati insieme ad opere illustrative di un artista grafico, che includono litografie, xilografie, acqueforti e disegni. Due di queste eleganti collezioni sono state tradotte in inglese: The Brass Serpent (1964) and Somebody Like You (1971).
Carmi partecipò a numerosi festival letterari e ricevette molti premi per la sua opera poetica.
Le sue poesie sono state pubblicate antologicamente in 21 lingue, incluso l'italiano. Tra le traduzioni shakespeariane, figurano Sogno di una notte di mezza estate, Misura per misura, Amleto, Molto rumore per nulla e Otello.
Carmi fu anche coeditore e curatore dell'antologia The Modern Hebrew Poem Itself, insieme a Stanley Burnshaw e Ezra Spicehandler. Però la sua opera principale come editore e traduttore è stata l'antologia bilingue The Penguin book of Hebrew Verse, diventata ormai un classico e che comprende 3000 anni di poesia ebraica scritta.
T. Carmi è stato anche coautore, insieme a Shoshana Heyman, e con lo pseudonimo di "Kush" (acronimo in (HE)  di Carmi & Shoshana), dell'eterno classico per l'infanzia Shmulikipod. Un bimbo ammalato si lamenta di non aver nessuno che gli faccia compagnia, a parte gli asinelli disegnati sul suo pigiama. Ma ecco che arriva ad alleviargli la solitudine un riccio porcospino ((HE)  "kipod") un po' brontolone, di nome Shmulik. Dopo diverse pasticciate avventure, Shmulik scappa; la storia si conclude con "...e Shmulikipod camminò , e camminò, e camminò, e camminò...".

### Opere pubblicate in ebraico
- Mum Ve-Halom (Macchia e sogno) - poesie, Machbarot Lesifrut, 1951
- Ein Prahim Shehorim (Non ci sono fiori neri) - poesie, Machbarot Lesifrut, 1953
- Sheleg B'Yerushalayim (Neve a Gerusalemme) - poesie, Sifriat Poalim, 1956
- Ha-Yam Ha-Aharon (L'ultimo mare) - poesie, Machbarot Lesifrut, 1958
- Nahash Ha-Nehoshet (Il serpente d'ottone) - poesie, Tarshish, 1961
- Ha-Unicorn Mistakel Ba-Mar'ah (L'unicorno si guarda allo specchio) - poesie, Tarshish, 1967
- Teviah (La richiesta) - poesie, Tarshish, 1967
- Davar Aher (Un'altra versione) - poesie, Am Oved, 1970
- Hitnatzlut Ha-Mehaver (Scuse d'autore) - poesie, Dvir, 1974
- El Eretz Aheret (Dentro un'altra terra) - poesie, Dvir, 1977
- Leyad Even To'im (Alla pietra delle perdite) - poesie, Dvir, 1981
- Bifnim (Dentro, Centro Grafico Burston) - poesie, 1981
- Hatzi Ta'avati (Metà del mio desiderio) - poesie, Hakibbutz Hameuchad, 1984
- Ahat Hi Li (Una per me) - poesie, Sifriat Poalim, 1985
- Shirim Min Ha-Azuvah (Monologhi e altre poesie) - poesie, Dvir, 1988
- Emet Ve-Hovah (Verità e conseguenza) - poesie, Dvir, 1993
- Shirim (Poesie scelte) - poesie, Dvir, 1994

### Opere tradotte in inglese
- The Brass Serpent (Il serpente d'ottone) - Ohio, Ohio University Press, 1964; London, Andre Deutsch, 1964 - Trad. francese/tedesca: St. Gallen, Tschudy, 1964
- Somebody Like You (Qualcuno come te) - London, Andre Deutsch, 1971
- T. Carmi e Dan Pagis: Selected Poems (Poesie scelte) - Hamondsworth, Penguin, 1976
- At the Stone of Losses (Alla pietra delle perdite) - Manchester, Carcanet New Press, 1983; Philadelphia, Jewish Publication Society, 1983; Berkley, University of California Press, 1983
- To the Pomegranate Tree (All'albero del melograno) - Trad. solo tedesca: Munich, Carl Hanser, 1991

Vedi anche:
- The Modern Hebrew Poem Itself (2003), ISBN 0-8143-2485-1.
  -  Relativa scheda ufficiale ISBN, su books-by-isbn.com.
- Penguin book of Hebrew Verse (1981), ISBN 0-670-36507-6 and ISBN 0-14-042197-1
  -  Relativa scheda ufficiale ISBN, su books-by-isbn.com.